# Visha kanya
Les visha kanya (en sanskrit : विष कन्या  ; en anglais : poison girl) étaient des jeunes femmes qui auraient servi d'assassins, souvent contre des ennemis puissants, à l'époque de l'Inde ancienne. Leur sang et leurs fluides corporels étaient prétendument toxiques pour les autres humains, comme le mentionnait l'ancien traité indien d'art de l'état, Arthashastra, écrit par Chanakya , conseiller et premier ministre du premier empereur Maurya Chandragupta (v. 340-293 av. J.-C.) 

## Dans la littérature
Un texte de la mythologie hindoue , le Kalki Purana , indique qu'ils peuvent tuer une personne simplement en la regardant et parle d'une Visha Kanya nommée Sulochana, l'épouse d'un Gandharva , Chitragreeva. 
Cependant, avec le temps, "visha kanya" est entrée dans le folklore et est devenue un archétype exploré par de nombreux écrivains. Il en résulte un caractère littéraire populaire qui apparaît dans de nombreuses œuvres, y compris des textes sanskrits classiques tels que Sukasaptati. 

## L'histoire
La Visha Kanya (en sanskrit Viṣakanyā) est une figure littéraire qui apparaît dans la littérature sanskrite en tant que type d'assassin utilisé par les rois pour détruire leurs ennemis. L'histoire raconte que les jeunes filles étaient élevées dès le plus jeune âge avec un régime soigneusement élaboré de poison et d'antidote, une pratique appelée mithridatisme.  Bien que beaucoup ne survivaient pas, celles qui le faisaient étaient immunisées contre d'autres poisons et leurs fluides corporels étaient toxiques pour les autres. Le contact sexuel était ainsi mortel pour les autres humains.  Il existe également un mythe selon lequel une Visha Kanya pouvait provoquer une mort instantanée en un rien de temps. 
Selon Kaushik Roy, les Visha Kanyas tuaient leurs cibles en les séduisant et en leur donnant de l'alcool empoisonné.
Certaines sources sanskrites racontent qu'une Visha Kanya avait été envoyée par le ministre de Nanda, Amatyarakshasa, pour tuer Chandragupta Maurya et Chanakya les avait conduits à tuer Parvatak,.

## Traitements contemporains du thème
Visha Kanya est un thème populaire dans la littérature et le folklore indiens , et en plus de figurer dans des textes classiques sanskrits , il est apparu à plusieurs reprises dans divers ouvrages tels que Vishkanya de Shivani et Ek Aur Vish Kanya? par Om Prakash Sharma, qui utilise Visha Kanya comme archétype dans leurs histoires - une belle fille qui tue quand elle s'approche trop près.  Plus récemment, l'archétype a pris une nouvelle couleur à l'ère du VIH / sida, par exemple dans Vishkanya , un roman de 2007 basé sur l'épidémie de sida dans la société.  Vishakanya a également été décrit comme un personnage important du livre Chanakya's Chant .  En 2009, Vibha Rahi, une femme de caste inférieure, a écrit une autobiographie intitulée «Vishkanya: Untold Secrets» en marathi, dans laquelle elle décrit comment les femmes de la caste supérieure établissent des relations intimes avec des personnalités de la haute caste et détruisent leurs familles et leurs relations sociales. 
Au fil des ans, de nombreux films en hindi ont été réalisés sur le sujet.  Le premier film, Visha Kanya , a été tourné en 1943 avec Leela Mishra  et plus récemment Vishkanya (1991) avec Pooja Bedi dans le rôle principal. Vishkanya Ek Anokhi Prem Kahani est une série de feuilleton télévisée diffusée sur Zee TV ; Aishwarya Khare incarnait Aparajita Ghosh, une Visha Kanya, dans le rôle principal. 
Dans La vraie vie de Sebastian Knight, l'auteur Nabokov traite sa liaison avec Irina Guadanini en évoquant le mythe de la jeune fille empoisonnée.  Dans le roman de 2015, The Entropy of Bones de Ayize Jama-Everett , le personnage principal combat un groupe de Visha Kanya. Le trope apparaît également dans une série d'histoires de Nathaniel Hawthorne.

## Voir également
- Femme fatale
- " La fille de Rappaccini "
- Nāga